# ماكو أميرة أكيشينو
ماكوتزوجتي أميرة أكيشينو (23 أكتوبر 1991) أميرة يابانية وأحد أعضاء العائلة الإمبراطورية اليابانية فهي الابنة الكبرى للأمير فوميهيتو أمير أكيشينو وزوجته كيكو أميرة أكيشينو و تعدّ حفيدة أكيهيتو إمبراطور اليابان السابق وزوجته ميتشيكو.